# Cephaloscyllium variegatum
Cephaloscyllium variegatum és una espècie de peix de la família dels esciliorrínids i de l'ordre dels carcariniformes.

## Morfologia
- Els mascles poden assolir 72 cm de longitud total.[1]

## Hàbitat
És un peix marí de clima subtropical que viu entre 114-606 m de fondària.

## Distribució geogràfica
Es troba a Austràlia.